# Bataille des Landes de Béjarry
Guerre de Vendée
Batailles
La bataille des Landes de Béjarry se déroule entre le 27 novembre et le 3 décembre 1795 près de Saligny, lors de la guerre de Vendée.

## Prélude
Battue le 27 novembre 1795 à la bataille de Saint-Denis-la-Chevasse, l'armée vendéenne de Charette devient errante et cherche à éviter les colonnes républicaines du général Hoche. Dans ses mémoires, l'officier royaliste Pierre-Suzanne Lucas de La Championnière écrit : « L'ennemi nous cernait de toute part et le cercle se resserrait tous les jours ; nous recommençâmes la marche qui nous avait sauvés autrefois et, nous mettant en bataille tout le jour dans de grandes landes d'où nous pouvions voir de fort loin, nous traversions pendant la nuit entre leurs postes ».

## Déroulement
La date du combat des landes de Béjarry — ou de Boisjarry — n'est pas connue avec exactitude. D'après le rapport de Hoche, le combat se déroule entre le 27 novembre et le 3 décembre 1795. Lors de cette action, une partie de l'armée vendéenne menée par le général en second Jean-Baptiste de Couëtus attaque une colonne de l'adjudant-général Delaage, forte de 500 hommes selon Lucas de La Championnière,. D'après le récit de l'officier vendéen, les républicains occupent alors un poste près de Saligny, sur le bord de la lande. Les Vendéens mettent d'abord en fuite quelques républicains mais le terrain n'est pas favorable aux mouvements de la cavalerie et les patriotes s'en tirent avec des pertes légères.

## Pertes
Dans ses mémoires, Lucas de La Championnière indique que l'armée vendéenne fit « peu de mal à l'ennemi ».
Le 3 décembre, le général Hoche écrit au général Grouchy : « Nous avons perdu cinquante-sept hommes en deux affaires ; La Robrie y a été tué, ainsi que plusieurs autres chefs,. ». Le Moniteur universel donne pour sa part le 18 frimaire, soit le 8 décembre, un bilan de 57 tués et 32 blessés dans deux actions contre Charette livrées autour du 10,.
François Prudent Hervouët de La Robrie, le commandant de la cavalerie vendéenne, est tué d'une balle dans le ventre lors de ce combat,,,. Son corps est enterré à Saligny.